# Owen Teague
Owen William Teague (Tampa, 8 december 1998) is een Amerikaans acteur.

## Biografie
Teague werd geboren in Tampa, Florida. Zijn beide ouders waren muzikanten en hij speelde viool tot 15. Hij was lid van de Movie Makers Club aan het Macfarlane Park International Baccalaureate Elementary en de Thespian Club and Orchestra aan de Howard W. Blake High School of the Arts, beide in Tampa.

## Filmografie

### Film
- 2013 : Contest als Bobby Butler
- 2014 : La Belle: the Ship That Changed History
- 2015 : Echoes of War als Samuel Riley
- 2015 : Walt Before Mickey als Walt (jong)
- 2015 : Wild in Blue als Charlie (jong)
- 2016 : Cell als Jordan
- 2017 : It als Patrick Hockstetter
- 2018 : Every Day als Alexander / A
- 2019 : I See You als Alec
- 2019 : Inherit the Viper als Boots Conley
- 2019 : It Chapter Two als Patrick Hockstetter
- 2019 : Mary als Tommy
- 2020 : The Empty Man als Duncan West
- 2021 : Montana Story als Cal
- 2022 : Gone in the Night als Al
- 2022 : To Leslie als James
- 2023 : Eileen als Randy
- 2023 : You Hurt My Feelings als Elliot
- 2023 : Reptile als Rudy Rackozy
- 2024 : Kingdom of the Planet of the Apes als Noa

### Televisie
- 2012 : Malibu Country als Jack
- 2013 : CollegeHumor als Mitch
- 2013 : NCIS: Los Angeles als Alex Fryman
- 2014 : Reckless als Jacob
- 2015 : Bones als Jesse
- 2015–2017 : Bloodline als Nolan Rayburn / Young Danny
- 2016 : Mercy Street als Otis
- 2017 : Black Mirror als Trick
- 2019 : Mrs. Fletcher als Julian Spitzer
- 2020–2021 : The Stand als Harold Lauder